# 玄米緑茶
玄米緑茶（げんまいりょくちゃ）は、焙煎した玄米を混合した緑茶である。韓国では、ヒョンミノクチャ（朝鮮語: 현미녹차; 文字通り「玄米緑茶」）と呼ばれ、緑茶（朝: 녹차）とヒョンミ（玄米）茶（朝: 현미차）の混合ということである。日本では、膨化した玄米と混合した緑茶は玄米茶と呼ばれる。

## 詳細
韓国では玄米緑茶は、蒸製茶（乾燥される前に蒸して焙じない緑茶、不発酵茶）の一種である雀舌茶の茶葉と焙煎した玄米を混ぜることで作られる。バラもティーバッグも共に普及している。
なお、「玄米緑茶」という名称自体は株式会社韓国製茶のブランド名であり、他に株式会社アモーレパシフィックのブランド名である「雪緑茶（설록차; ソルロクチャ）」もある。
朝鮮王朝時代を通じて茶文化が一度衰退し、現在、復興途上にある韓国では、緑茶の味に不慣れな人が多く、古くから親しまれているスンニュン（おこげ湯）の風味を想起させて馴染みやすくするために煎った玄米を配合して開発された。

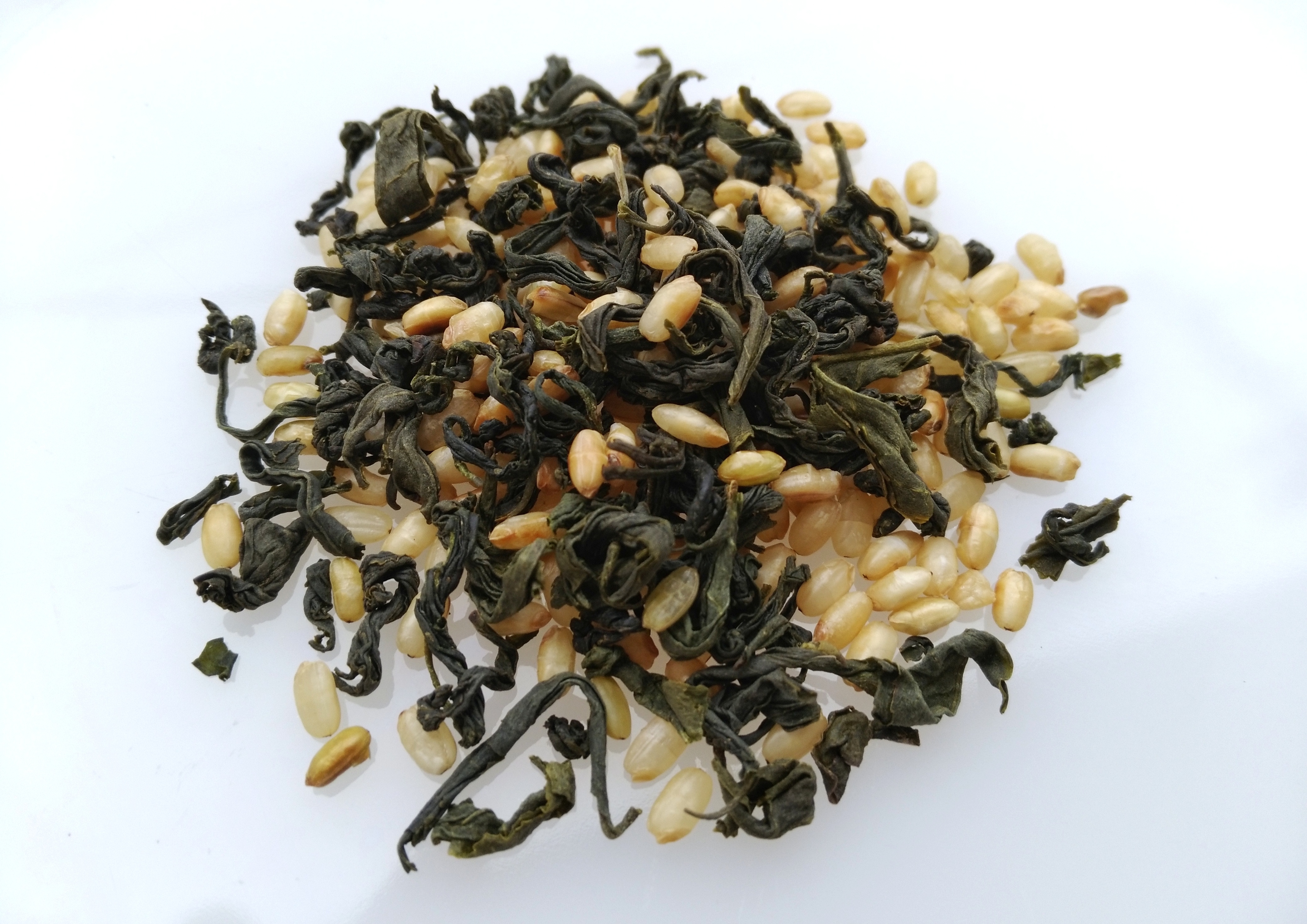
ヒョンミノクチャ
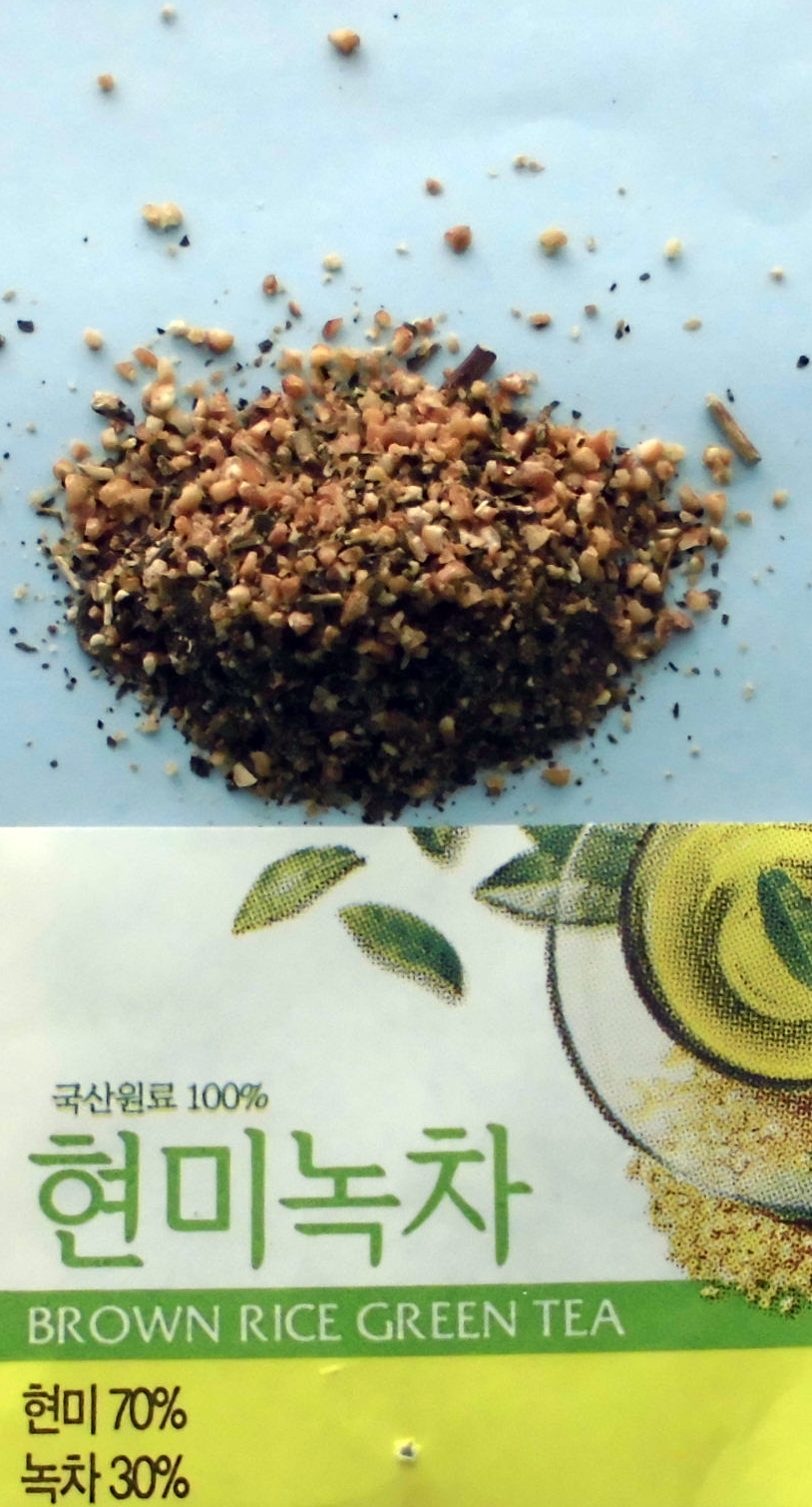
ヒョンミノクチャのティーバッグの中身とタグ

## 主成分
玄米緑茶は、200グラム (7.1 oz) あたり610キロカロリー (2,600 kJ) で、炭水化物141.6グラム (4.99 oz)、タンパク質26グラム (0.92 oz)、脂肪6.8グラム (0.24 oz)、ナトリウム0.012グラム (0.19 gr) を含む。それらの成分は、煮出した液体の中にほんのわずかしか現れないであろう。